# Ali Muhsin al-Murisi Cup
Der Ali Muhsin al-Murisi Cup war ein kurzlebiger Fußballwettbewerb des jemenitischen Fußballverbandes (YFA). Die erste und einzige Austragung dieses Mini-Turniers fand im Jahr 2003 statt.
Das Turnier wurde zu Ehren von Ali Mohsen Al-Moraisi ins Leben gerufen und nach ihm benannt, einem jemenitischen Fußballprofi und dem ersten Ausländer, der in der ägyptischen Liga Torschützenkönig wurde. Al-Moraisi verstarb am 26. November 1993 in Sanaa, Jemen.
Das Turnier bestand aus einem einzigen Finalspiel, ohne Rückspiel. In diesem Spiel trat der jemenitische Vizemeister der Saison 2002/03, Al-Tilal SC aus Aden, gegen den Siebtplatzierten der Liga, Al-Saqr SC aus Taizz, an.

## Finale
| Jahr | Gewinner    | Ergebnis | Zweiter    |
| ---- | ----------- | -------- | ---------- |
| 2003 | Al-Tilal SC | 1:0      | Al-Saqr SC |